# Conus gradatulus patens
Conus gradatulus patens is een ondersoort van de zeeslakkensoort Conus gradatulus, uit het geslacht Conus. De slak behoort tot de familie Conidae. Conus gradatulus patens werd in 1903 beschreven door G.B. Sowerby III. Net zoals alle soorten binnen het geslacht Conus zijn deze slakken roofzuchtig en giftig. Zij bezitten een harpoenachtige structuur waarmee ze hun prooi kunnen steken en verlammen.